# Teotongo
Teotongo là một đô thị thuộc bang Oaxaca, México. Năm 2005, dân số của đô thị này là 937 người.